# ماپو یانگا-امبیوا
ماپو یانگا-امبیوا (انگلیسی: Mapou Yanga-Mbiwa؛ زاده ۱۵ مهٔ ۱۹۸۹) یک بازیکن فوتبال اهل فرانسه است که در پست دفاع وسط بازی می‌کند.
وی همچنین در تیم ملی فوتبال فرانسه بازی کرده است.